# Barcelona Dragons

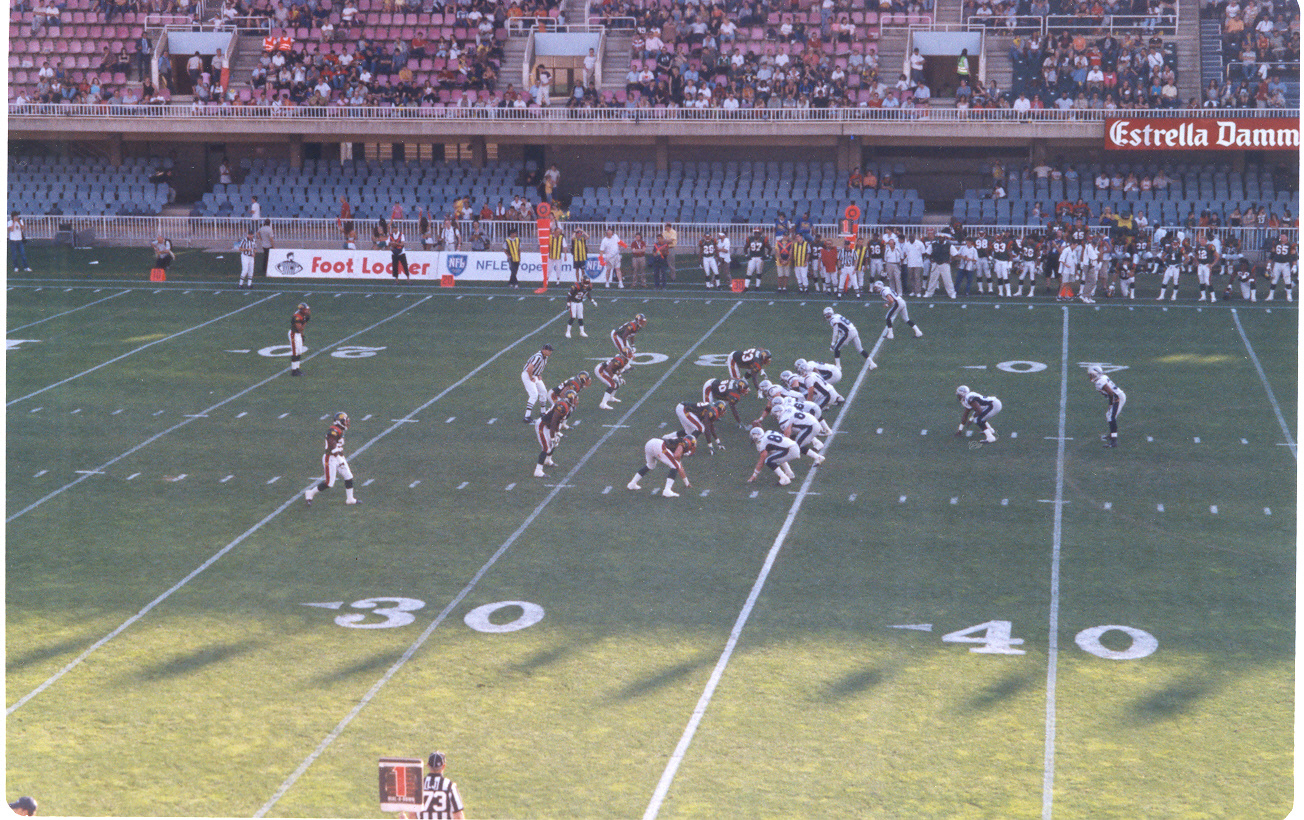
Barcelona Dragons in actie

De Barcelona Dragons (of simpelweg de Dragons) is een voormalig professioneel American footballteam uit Barcelona, Spanje. De Dragons behoorde tot de 10 teams die speelden in de voormalige World League of American Football (WLAF), een semi-professionele competitie met teams uit de Verenigde Staten, Canada en Europa. Het team is in 2002 onderdeel geweest van FC Barcelona, waarbij de naam veranderd werd in FC Barcelona Dragons. Hierna nam het aantal supporters echter af en in 2003 werd het team opgeheven.
Het team was redelijk succesvol; ze stonden vier keer in de finale van de World Bowl, namelijk in (1991, 1997, 1999 en 2001). In 1997 werd de World Bowl gewonnen.

## Resultaten per seizoen
W = Winst, V = Verlies, G = Gelijk, R = Competitieresultaat
| Seizoen                           | W             | V             | G             | R                    | Playoff resultaat       |
| --------------------------------- | ------------- | ------------- | ------------- | -------------------- | ----------------------- |
| Barcelona Dragons (WLAF)          |               |               |               |                      |                         |
| 1991                              | 8             | 2             | 0             | 2e plaats            | World Bowl I verloren   |
| 1992                              | 5             | 5             | 0             | 1e                   | Playoffs verloren       |
| 1993                              | Niet gespeeld | Niet gespeeld | Niet gespeeld | Niet gespeeld        | Niet gespeeld           |
| 1994                              | Niet gespeeld | Niet gespeeld | Niet gespeeld | Niet gespeeld        | Niet gespeeld           |
| Barcelona Dragons (World League)  |               |               |               |                      |                         |
| 1995                              | 5             | 5             | 0             | 3e plaats            | --                      |
| 1996                              | 5             | 5             | 0             | 4e plaats            | --                      |
| Barcelona Dragons (NFL Europe)    |               |               |               |                      |                         |
| 1997                              | 5             | 5             | 0             | 4e plaats            | World Bowl V gewonnen   |
| 1998                              | 4             | 6             | 0             | 4e plaats            | --                      |
| 1999                              | 7             | 3             | 0             | 1e plaats            | World Bowl VII verloren |
| 2000                              | 5             | 5             | 0             | 3e plaats            | --                      |
| 2001                              | 8             | 2             | 0             | 1e plaats            | World Bowl IX verloren  |
| FC Barcelona Dragons (NFL Europe) |               |               |               |                      |                         |
| 2002                              | 2             | 8             | 0             | 6e plaats            | --                      |
| 2003                              | 5             | 5             | 0             | 4e plaats            | --                      |
| Totaal                            | 61            | 55            | 0             | (inclusief playoffs) | (inclusief playoffs)    |

## Bekende spelers
- Jesús Mariano Angoy
- Frank Temming

NFL Teams 2007:
Amsterdam Admirals · Cologne Centurions · Rhein Fire · Frankfurt Galaxy · Hamburg Sea Devils · Berlin Thunder
Voormalige NFL teams:
Barcelona Dragons · London/England Monarchs · Scottish Claymores
Noord-Amerika West:
Birmingham Fire · Sacramento Surge · San Antonio Riders
Noord-Amerika Oost:
Montreal Machine · New York/New Jersey Knights · Orlando Thunder · Raleigh-Durham Skyhawks · Ohio Glory
Europa:
Barcelona Dragons · Frankfurt Galaxy · London Monarchs